# Leuciscus
Leuciscus — род пресноводных рыб семейства карповых (Cyprinidae). Типовой вид — Cyprinus leusciscus (сейчас Leuciscus leuciscus). Распространён по всей Западной Азии и Восточной Европе, некоторые виды содержатся в аквариумах, например Leuciscus idus.
Его естественная среда обитания — бентопелагическая с умеренным или тропическим климатом, он обитает в ручьях и небольших реках, где питается мелкими беспозвоночными. Leuciscus leuciscus был завезён в большую часть Европы в качестве объекта спортивной рыбалке, в некоторых странах он ведёт себя как вредитель, оказывающий негативное экологическое воздействие на окружающую среду.

## Классификация
На февраль 2025 года род включает 19 видов:
- Leuciscus aspius (Linnaeus, 1758)
- Leuciscus baicalensis (Dybowski, 1874)
- Leuciscus bearnensis (Blanchard, 1866)
- Leuciscus bergi Kashkarov, 1925
- Leuciscus burdigalensis Valenciennes, 1844
- Leuciscus chuanchicus (Kessler, 1876)
- Leuciscus danilewskii (Kessler, 1877)
- Leuciscus dzungaricus Paepke & F. Koch, 1998
- Leuciscus gaderanus Günther, 1899
- Leuciscus idus (Linnaeus, 1758)
- Leuciscus latus (Keyserling, 1861)
- Leuciscus lehmanni J. F. Brandt, 1852
- Leuciscus leuciscus (Linnaeus, 1758)
- Leuciscus lindbergi Zanin & Eremejev, 1934
- Leuciscus merzbacheri (Zugmayer, 1912)
- Leuciscus oxyrrhis (La Blanchère, 1873)
- Leuciscus schmidti (Herzenstein, 1896)
- Leuciscus vorax (Heckel, 1843)
- Leuciscus waleckii (Dybowski, 1869)